# Rosa Casamitjana Menja
Rosa Casamitjana Menja (Badalona, 1881 - Santa Coloma de Gramenet, 1956) fou una empresària catalana. Va néixer a Badalona però quan es va casar va anar a viure a Santa Coloma de Gramenet, on era coneguda com la Roseta de Ca l'Amàlia (en referència a la seva sogra).
Amb el seu marit i altres familiars, als vint anys va fundar la fàbrica de gasoses La Colomense. Va obrir també altres negocis: una peixateria, una carboneria i una bacallaneria.
Per vendre i per comprar viatjava a tota la comarca del Vallès amb un carro a cavall. Abans de la guerra del 36, a la tarda ja sortia a vendre a pobles propers els productes de la peixateria que sobraven del matí. Anava a Montcada, al Mas Rampinyo i a Ripollet. Aquesta dinàmica va propiciar que durant la guerra, a partir de les seves pròpies coneixences i relacions personals, pogués intercanviar productes autòctons amb gent d'altres pobles. D'aquesta manera contrarestava la falta de comestibles que hi havia i moltes persones no van haver de patir tant.
Els diumenges, mentre el seu marit, en Pere Altimira - Peret, era a portar maduixetes als millors restaurants de Barcelona –Can Culleretes, Casa Leopoldo, Set Portes...– i després anava al Liceu a escoltar òpera al galliner, la Rosa Casamitjana agafava les regnes de la tartana i duia els senyors de Santa Coloma a Barcelona. Era el temps que Santa Coloma començava a ser un poble d'estiueig.
Va tenir catorze criatures, parint ajupida enmig de dues cadires. Amb la seva experiència, va ajudar els parts de moltes amigues.
A Santa Coloma de Gramenet la recorden com una dona emprenedora, molt comunicativa i hospitalària amb les persones nouvingudes del sud d'Espanya. Va morir als 75 anys.